# Varaldsøy
Varaldsøy est une île ainsi qu'une municipalité dans le landskap Sunnhordland du comté de Vestland. Elle appartient administrativement à Kvinnherad.

## Géographie
Rocheuse et couverte d'une légère végétation, elle s'étend sur environ 11,774 km de longueur pour une largeur approximative de 7,718 km.

## Histoire
L'île fait historiquement partie de la municipalité de Strandebarm (en) jusqu'en 1902, date à laquelle elle est transférée à la nouvelle municipalité de Varaldsøy. L'île constituait la majorité de la municipalité (plus une partie du continent à l'ouest et au nord). En 1965, la municipalité de Varaldsøy est dissoute dans une période de consolidations municipales en Norvège. L'île a ensuite été transférée à la municipalité de Kvinnherad.